# Krishna Vamshi
Krishna Vamshi, Krishna Vamsi ou Krishna Vamsi Pasupuleti (telougou : కృష్ణవంశీ), né le 28 juillet 1962 à Tadepalligudem en Andhra Pradesh, est un réalisateur, chorégraphe, scénariste et assistant réalisateur indien de Tollywood. Il est marié avec l'actrice Ramya Krishnan.
Après des études scientifiques et agronomiques, il devient monteur et assistant cameraman. En 1997, il crée la société de production Andhra Talkies.
Il obtient une reconnaissance avec son film Sinduram. Il a reçu un Filmfare Award Best Director pour Khadgam.
Bien que réalisant ses films en télougou, il a un film en hindi à son actif qui fut un succès : Shakti: The Power

## Filmographie
| Année | Nom                 | Langage | Distribution                                                |
| ----- | ------------------- | ------- | ----------------------------------------------------------- |
| 1995  | Gulabi              | Telugu  | JD Chakravarthi, Maheshwari                                 |
| 1996  | Ninne Pelladatha    | Telugu  | Nagarjuna, Tabu                                             |
| 1997  | Sinduram            | Telugu  | Brahmaji, Sanghavi, Ravi Teja                               |
| 1998  | Chandraleka         | Telugu  | Nagarjuna, Ramya Krishna                                    |
| 1998  | Anthapuram          | Telugu  | Soundarya, Prakash Raj                                      |
| 2000  | Samudram            | Telugu  | Jagapati Babu, Sakshi Sivanand                              |
| 2001  | Murari              | Telugu  | Mahesh Babu, Sonali Bendre                                  |
| 2002  | Khadgam             | Telugu  | Srikanth, Sonali Bendre, Ravi Teja, Prakash Raj, Sangeetha  |
| 2003  | Shakti: The Power   | Hindi   | Nana Patekar, Karishma Kapoor, Sanjay Kapoor, Shahrukh Khan |
| 2004  | Sri Anjaneyam       | Telugu  | Nitin, Charmee                                              |
| 2005  | Chakram             | Telugu  | Prabhas, Asin, Charmee                                      |
| 2006  | Danger              | Telugu  | Allari Naresh, Swathi                                       |
| 2006  | Rakhi               | Telugu  | Junior NTR, Charmee, Ileana                                 |
| 2007  | Chandamama          | Telugu  | Navadeep, Shiva Balaji, Kajal Agarwal, Sindhu Menon         |
| 2008  | Sasirekha Parinayam | Telugu  | Tarun, Genelia D'Souza                                      |
| 2009  | Mahatma             | Telugu  | Srikanth, Bhavana.....Annoné                                |